# Mattyók Aladár

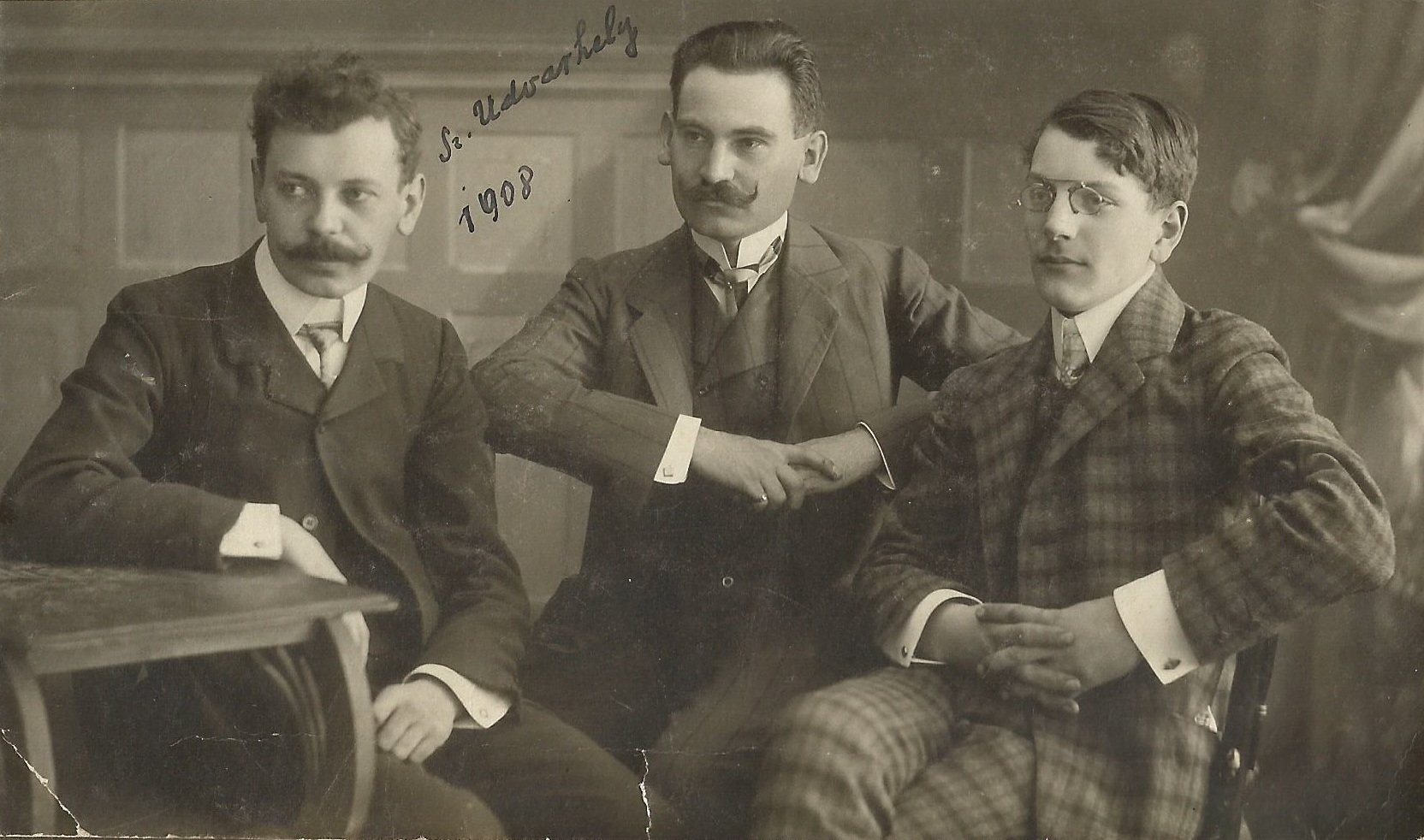
Ripka Ferenc (1871–1944) Budapest volt polgármestere, Mattyók Aladár (1882–1960), nemes Persay Andor (1889–1938) novai patikus, birtokos Székelyudvarhelyen 1908-ban.

Mattyók Aladár (Pomáz, 1879. december 28. – Budapest, 1960. február 3.) építészmérnök, több magyar sportlétesítmény tervezője volt a XX. század elején.

## Élete
Pomázon született és a budapesti műszaki egyetemen végzett mint építész. 1911-ben önálló irodát nyitott és élete folyamán előszeretettel vállalta a sportlétesítmények tervezését Magyarország szerte. Többek között nevéhez fűződik a Millenáris Sportpálya betonteknőjének tervezése, amellyel akkor nemzetközi elismerést vívott ki. Másrészt, a Császár versenyuszoda és a Nemzeti Sportuszoda tervezésében is közreműködött. Az egyik jelentősebb munkájának számított a Ferencvárosi Torna Club (FTC) és a Budapesti Egyetemi Atlétikai Club (BEAC) pályájának tervezése és kivitelezése.
Az akkori társadalmi és sportéletben is fontos szerepe volt, hiszen hosszú évtizedeken át töltött be vezető tisztséget az FTC-ben, a klub alelnöke volt.